# 木頭ゆず
木頭ゆず（きとうゆず）は、徳島県那賀郡那賀町で栽培されているユズのブランド。

## 概要
木頭ゆずは、那賀町木頭地区（旧：木頭村）を中心に那賀町内で古くから栽培されていた在来のゆずから選抜・増殖され、那賀町内で生産されたゆずの総称である。木頭ゆずは果実が大玉で玉揃いがよく、果皮が厚く果皮障害であるコハン症の発生が少ないことから、外観が美しく、色や香りの良い高品質なゆずである。
全国のゆず産地で栽培されているほとんどに木頭ゆずの苗が使用されており、1977年（昭和52年）には果樹としては初めて朝日農業賞を受賞した。
2017年（平成29年）9月15日に徳島県内では初めて地理的表示保護制度に木頭ゆずが登録された。